# Herpe, the Love Sore
Herpe, the Love Sore («Герпес, любовная рана») — шестнадцатая серия двенадцатого сезона мультсериала «Гриффины». Премьерный показ состоялся 6 апреля 2014 года на канале FOX.

## Сюжет
Питеру по ошибке почтальон приносит посылку, предназначенную для Гленна. В ней оказывается кнут, которым Питер, естественно, начинает баловаться.
Брайан со Стьюи смотрят вестерн, в котором показывается сцена: пара людей режут себе руки и ими же делают рукопожатие. Стьюи не может понять, для чего это необходимо, Брайан рассказывает, что так становятся «братьями по крови»: это когда люди находят путь быть больше, чем просто друзьями. Стьюи предлагает сделать то же самое Брайану, припоминая ему случай со своим прошлогодним костюмом пожарного гидранта на хеллоуин. Став «братьями по крови», оба говорят о том, что это была хорошая идея.
В это время Питер с друзьями сталкиваются с проблемой: их место в «Пьяной Устрице» занято другими, которые не собираются оттуда уходить и угрожают Питеру разборками. В итоге Гленн, Джо и Питер уходят из бара ни с чем, а слух о том, что их унизили, разносится очень быстро. Питер замыкается в себе и плачет, разговаривая с Лоис, которая, впрочем, убеждает Питера пойти и разобраться с парнями по-мужски.
Стьюи на утро обнаруживает у себя герпес на губе: Брайан заразил его этой болезнью. Но через некоторое время выясняется и ещё один факт: Брайан с Крисом тоже являются «братьями по крови», значит, Крис тоже болен герпесом. Стьюи предлагает Крису отомстить Брайану: вместе они срывают свидание с богатой девушкой, взламывают аккаунт Брайана на facebook. В итоге Крис просит машину Брайана, а Стьюи говорит о том, что не может теперь доверять Брайану, который так его предал. Брайан извиняется перед Стьюи и говорит, что герпес для него станет проблемой, например, при устройстве на работу.
В «Пьяной Устрице» завязывается драка, которую, однако, Питер с парнями проигрывают. Но пришедшая группа парней, как оказалось, — военные, которые на днях отправляются в Афганистан. Их уносит на руках толпа во главе с мэром Куахога, Адамом Вестом.

## Рейтинги
- Рейтинг эпизода составил 2.3 среди возрастной группы 18-49 лет.
- Серию посмотрело порядка 4.77 миллиона человек.
- Эпизод стал самым просматриваемым в эту ночь Animation Domination на FOX, победив по количеству просмотров новые серии «Симпсонов», «Бургеры Боба» и «Американского Папаши!»[1]

## Критика
Критики из A.V. Club были возмущены шутками, присутствующими в эпизоде. Серия получила оценку C-. Комментарий от критиков: «На протяжении последних отзывов я говорил (возможно, слишком часто, что пока что лучшим сюжетом в эпизодах становилась линия с Брайаном и Стьюи. (…) Сегодня вечером „Гриффины“ опирались на Брайана и Стьюи, и на глупые, порой просто шокирующие источники юмора: Брайан передает Стьюи герпес…»